# ハナミノカサゴ
ハナミノカサゴ（花蓑笠子、華蓑笠子、Red lionfish）は、フサカサゴ科の海水魚である。

## 形態
赤色、えび茶色、白色の縦縞模様で識別され、目の上と口の下の肉厚の触手、扇子のような胸鰭、長い背棘を持つ。成魚は17インチほどまで大きくなるが、幼魚は1インチかそれ以下の大きさである。

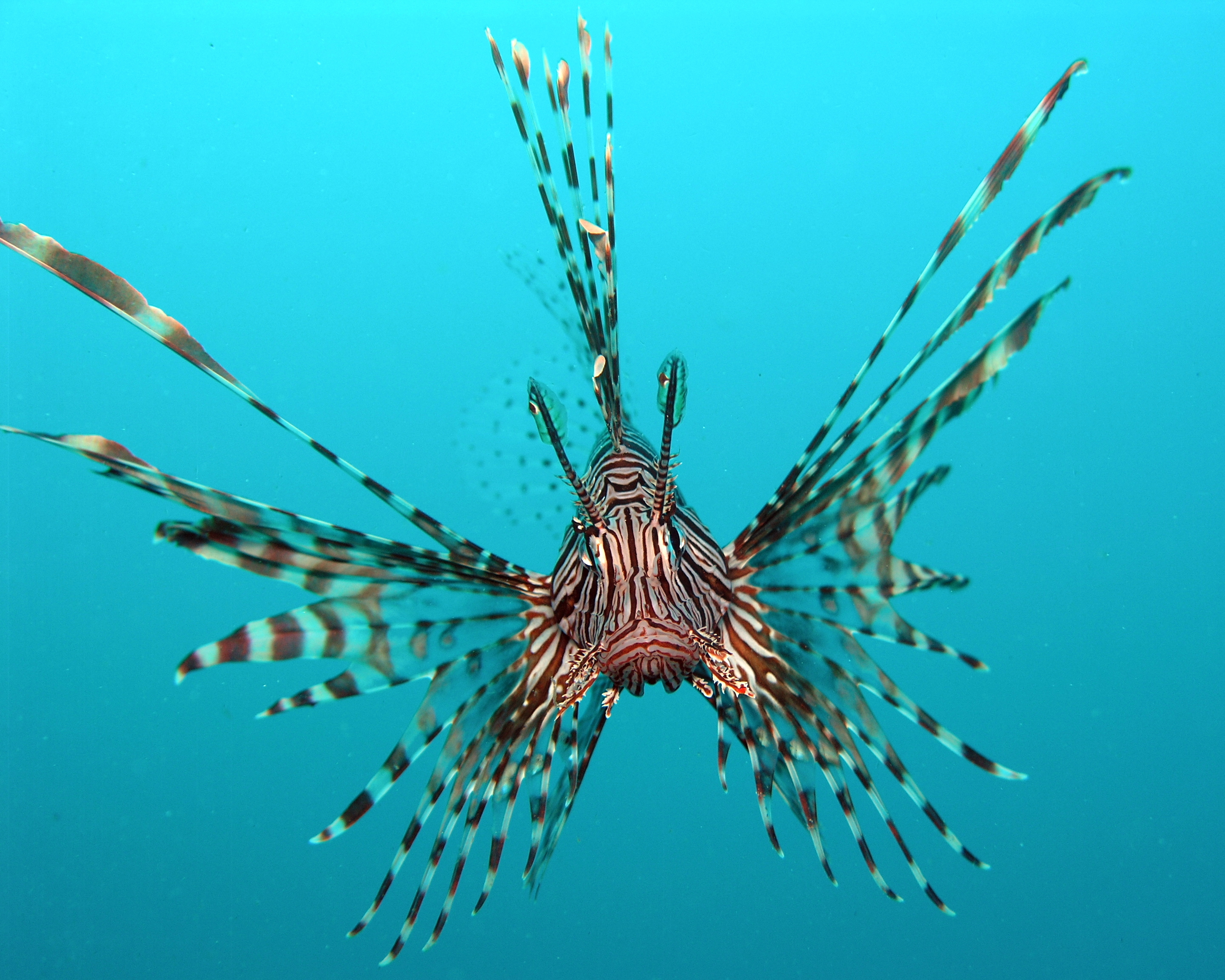
前方から

背びれ・尻びれの先端の棘の部分に毒があり、毒を注入して襲うこともある。ハナミノカサゴによる死亡事故は報告されていないが、刺されると激しい痛みを伴い、患部が赤く腫れ上がるため、ダイバーや釣り人の脅威となっている。
ミノカサゴとの違いは胸部に縞模様があり、背びれ・臀びれ・尾びれの軟条に黒色斑があるところである。

## 生態
肉食性で主に甲殻類や小魚を食べる。夜行性であるため、日中は岩の物陰や隙間に隠れ日没後に岩や珊瑚を泳ぐ。泳ぐ際にひれをゆっくり動かす以外には身動きはせずに海底を漂うようにして泳いでいる。捕食時には体の色を変化させて周囲の藻や珊瑚に紛れさせて獲物に気づかれないように接近し、吸い込むように捕食する。
繁殖は日没直前の海面の近くで行われ、求愛後にメスは粘り気のあるゼラチン質を分泌して直径2〜5 cm球体に形成してからその中に産卵し、その後にオスが精子を放出して受精させる。球体一つあたりの卵の数は2000～15000で数日間海を漂ってゼラチン質が溶けてなくなった頃に稚魚が孵る。

## 分布
インド洋東部から西太平洋にかけて広い範囲に生息している。日本では駿河湾以南の岩礁やサンゴ礁域に生息している。
大西洋でも外来種として、1980年代中頃にフロリダ州沿岸で初めて目撃されてから、東海岸に沿って、北はアメリカのロードアイランド州から南はブラジルのサンパウロまで広がっており、在来種の魚の個体数に破壊的な影響を及ぼしている。

## 人間との関係性
主に観賞用として市場取引されている。食用として市場に流通することもある。
人間がハナミノカサゴに刺されると患部が激しく痛み、発汗・水疱などの症状が出る。重症化すると頭痛・吐き気・嘔吐・腹痛・せん妄・発作・手足の麻痺・呼吸困難・鬱血性心不全・肺水腫・振戦などを発症する場合がある。